# 3e régiment de lanciers-parachutistes
Le 3e régiment de lanciers-parachutistes (néerlandais : 3de Lansiers-parachutistes) était un régiment de reconnaissance de l'armée belge. Il est formé le 27 mai 1994, à l'occasion d'une restructuration de l'armée, par la fusion de la Compagnie Antichar Para-Commando et l’Escadron Recce Para-Commando. Le 5 février 2003, il sera dissous et ses traditions seront transmises au 1er lanciers qui deviendra le 12 septembre 2003 le 1/3 régiment de lanciers.

## Historique

### Origines

#### Escadron de reconnaissance para-Commando
L'Escadron de Reconnaissance Para-Commando est constitué le 1er septembre 1975 à Stockem.
Durant son existence, il est engagé dans plusieurs missions au Zaïre :
- de mai à juin 1978, opération Red Bean
- 1990, opération Green Beam;
- de novembre à décembre 1991, opération Blue Beam (mission de protection de ressortissants belges);

Le 19 décembre 1992, l'escadron part en Somalie dans le cadre de l'opération Restore Hope. Il y reste 4 mois et y perd 3 hommes tués par l'explosion de leur jeep sur une mine.
En avril 1994, durant les prémices du génocide des Tutsi au Rwanda, le régiment prend part à l'opération Silver Back et évacue des expatriés. Il sera en alerte durant quelques semaines au Kenya en prévision d'une éventuelle mission similaire au Burundi qui n'aura finalement pas lieu.

#### Compagnie antichars para-Commando
La Compagnie antichars Para-Commando est constituée le 1er mars 1963 dans l'intention de permettre au régiment para-Commando le combat antichar aussi bien dans le cadre d'opérations classiques qu'en opérations aéroportées.

### De sa création à sa dissolution
Le 30 avril 1992, l'escadron de reconnaissance para-commando est renommé escadron 3e lanciers-parachutistes et reprend l'étendard et les traditions du 3e régiment de lanciers.
Le bataillon de reconnaissance de la brigade para-commando est créé le 27 mai 1994 par la fusion de l'escadron avec la Compagnie Antichars Para-Commando et devient le 3e régiment de lanciers-parachutistes et est placé en garnison à Flawinne.
En 1997, dans le cadre de l'opération Green Stream, les 2 escadrons du régiment sont tour-à-tour positionnés en alerte avec un bataillon para-commando au Congo-Brazzaville dans l'attente d'une éventuelle évacuation de citoyens belges expatriés au Zaïre.
En 1999, lors de la guerre du Kosovo, le régiment participe à la mission de l'OTAN AFOR II en Albanie et intervient dans la protection de réfugiés kosovars et la protection de convois humanitaires.
En juin 2000, un des 2 escadrons est remplacé par un escadron de forces spéciales. Une partie du personnel de ce nouvel escadron provient du Détachement Long Range Recce Patrols.
De décembre 2000 à avril 2001, une partie du régiment prend part à la mission BELUKOS V au Kosovo en soutien du 3e bataillon parachutiste.
En 2001, la dissolution du régiment est annoncée. L'escadron des forces spéciales deviendra une compagnie indépendante et l'escadron G (pour Guides) sera créé en remplacement dans la brigade para-commando. Le personnel sera affecté en grande partie au 2e bataillon de commandos ainsi qu'à la nouvelle Compagnie Special Forces Group.
Le 5 février 2003, le régiment sera donc dissous et ses traditions transmises au 1er régiment de lanciers qui est renommé le 12 septembre 2003 en 1/3 régiment de lanciers.

## Étendard
Le 30 avril 1992, l'étendard du 3e régiment de lanciers est transféré au 3e régiment de lanciers-parachutistes à Spich. Le 5 février 2003, il est confié au  1/3 régiment de lanciers. 
Il porte les inscriptions suivantes :
- Campagne 1914-1918
- Orsmaël-Gussenhoven
- Anvers
- La Gette
- La Lys (1940)

Il porte également la fourragère de la croix de guerre 1914-1918, de la Croix de guerre 1940 et de l'ordre de Léopold de 3e classe.

## Organisation

### 1994
- État-major
- escadron d'état-major et services
- 2 escadrons de combats dotés de jeeps Iltis équipée pour certaines de missiles MILAN

### juin 2000
- État-major
- escadron d'état-major et services
- 1 escadron de combats dotés de jeeps Iltis équipée pour certaines de missiles MILAN
- 1 escadron Special Forces

## Sources
- Site de l'armée belge
- Site personnel d'un ancien lancier